# Цисик Євген Олексійович
Євген Олексійович Ци́сик (нар. 9 вересня 1897, Струсів — пом. 24 вересня 1956, Коломия) — український диригент і педагог.

## Біографія
Народився 9 вересня 1897 року в селі Струсові ( нині Тернопільського району Тернопільської області, Україна). 1924 року екстерном склав іспит у Празькій консерваторії, працював музичним керівником мандрівного театру Литкевичевої. З 1930 року — у театрі Й. Стадника, з 1935 року — в театрі імені І. Тобілевича (обидва у Львові), з 1940 року — в Коломийському театрі. З 1949 року — керівник місцевого хору.
Помер в Коломиї 24 вересня 1956 року.

## Творчість
Музика до драматичних вистав:
- «Тарас Бульба» М. Старицького за М. Гоголем;
- «Наймичка» І. Карпенка-Карого;
- «Богдан Хмельницький» О. Корнійчука.